# Бенфлис, Али
Али Бенфлис (араб. على بن فليس‎); род. 8 сентября 1944, Батна, Алжир) — алжирский политик, Премьер-министр страны в 2000—2003 годах. С 2003 года — генеральный секретарь партии ФНО.

## Биография
Его брат и отец погибли в ходе войны за независимость. Среднее образование получил в городе Константина, диплом юриста — в столице. Некоторое время работал в суде города Блида, затем — в центральном аппарате министерства юстиции.
Занимал должность прокурора Батна, был генеральным прокурором в Константине. После этого занялся адвокатской практикой. В 1987 году создал Алжирскую лигу по правам человека. В 1988 году получил должность министра юстиции. В 1991 году по собственной инициативе ушел в отставку и в течение нескольких лет находился в «специальном отпуске». В 1997 году избран депутатом парламента и вошел в состав политбюро правящей партии Фронт национального освобождения.
В 1999 году возглавил избирательный штаб будущего президента Бутефлики. После его победы был генеральным секретарем канцелярии президента, а затем назначен директором кабинета главы государства.